# 馬錦明
馬錦明，（1917年—2003年3月25日）是一位香港企業家，出身於廣東潮陽望族，少時天資聰敏，稍長移居香港，參與創辦大生銀行，其後出任主席，繼而進軍地產、企業、貿易等業務。他於2003年在香港去世，享年86歲。
馬錦明歷年來熱心公益，先後擔任保良局主席兼顧問、東華三院總理兼顧問。1960年，馬錦明出任保良局主席，倡議局外辦學，第一間局外學校是保良局總理聯誼會第一小學。此後亦捐款開辦更多學校，包括東涌「保良局馬錦明夫人章馥仙中學」、屯門「馬錦明慈善基金馬可賓紀念中學」（1997年捐款500萬元資助創校）、粉嶺「保良局馬錦明中學」，以及將軍澳「馬錦明慈善基金馬陳端喜紀念中學」等。
近年馬錦明亦有捐贈鉅款資助中國內地福利事業。醫療方面，曾捐款予北京市順義縣重建順義醫院，設辦「馬錦明眼科中心」、「馬錦明婦科中心」及「馬錦明產科中心」。復捐助北京同仁醫院購置防盲流動手術醫療車。教育方面，馬錦明曾捐款予北京之農業大學，設立「建設發展基金」，又捐款予上海之復旦大學，成立「馬錦明國際管理中心」。
1996年馬錦明捐出1億港元成立「馬錦明慈善基金」。

## 相關
- 馬錦燦家族
- 四房弟弟馬錦煥[2]、馬錦釗、馬錦里、馬錦明。
- 大生地產
- 大生銀行
- 馬清楠

## 外部参考
- 大生地產及大生銀行之後人 （页面存档备份，存于）
- 香港律師馬清楠，他的父親是馬錦明。
- 希仕廷律師行專業團隊

1. ↑  墳場研究 Cemetery Study www.facebook.com
2. ↑  馬錦煥訃聞. 工商日報. 1976-12-14. 第八頁.